# Culver Hotel
Il Culver Hotel è uno hotel storico nel centro di Culver City in California.
Nel 1997 è entrato a far parte del National Register of Historic Places, il registro nazionale statunitense dei luoghi storici (NRHP Reference# 97000296). 
Nel corso della sua storia il Culver Hotel è apparso in innumerevoli film e programmi televisivi.

## Storia
Inaugurato il 4 settembre 1924 sul luogo in cui sorgeva il primo cinema Culver City, l'hotel fu progettato dall'architetto statunitense Claud Beelman. 
In origine venne chiamato Hunt Hotel ma cambiò in seguito nome in Culver City Hotel. 
In uno dei suoi sei piani vi erano gli uffici di Harry Culver, il fondatore di Culver City.
L'Hotel Culver è apparso in innumerevoli film e programmi televisivi nel corso della sua storia.
Appare nella serie televisiva delle Simpatiche canaglie, nei cortometraggi di Stanlio e Ollio e poi nelle serie televisive
Blue Jeans, Cinque in famiglia, Settimo cielo, 
Last Action Hero - L'ultimo grande eroe e Stuart Little 2.
L'Hotel Culver dispone di un ristorante, una sala conferenze e bar.

## Proprietari
L'hotel fu costruito in origine congiuntamente da Charles Chaplin e Harry Culver, il fondatore di Culver City, il cui ufficio era al secondo piano.
Negli anni è nata la leggenda che vuole che Charlie Chaplin avesse venduto l'albergo a John Wayne per un dollaro nel corso di una partita di poker.
L'Hotel Culver fu quindi di proprietà di John Wayne per diversi anni prima questi che lo donasse alla organizzazione YMCA.